# Val Vertova
La val Vertova è una piccola valle, situata nel comune omonimo, in provincia di Bergamo.

## Territorio

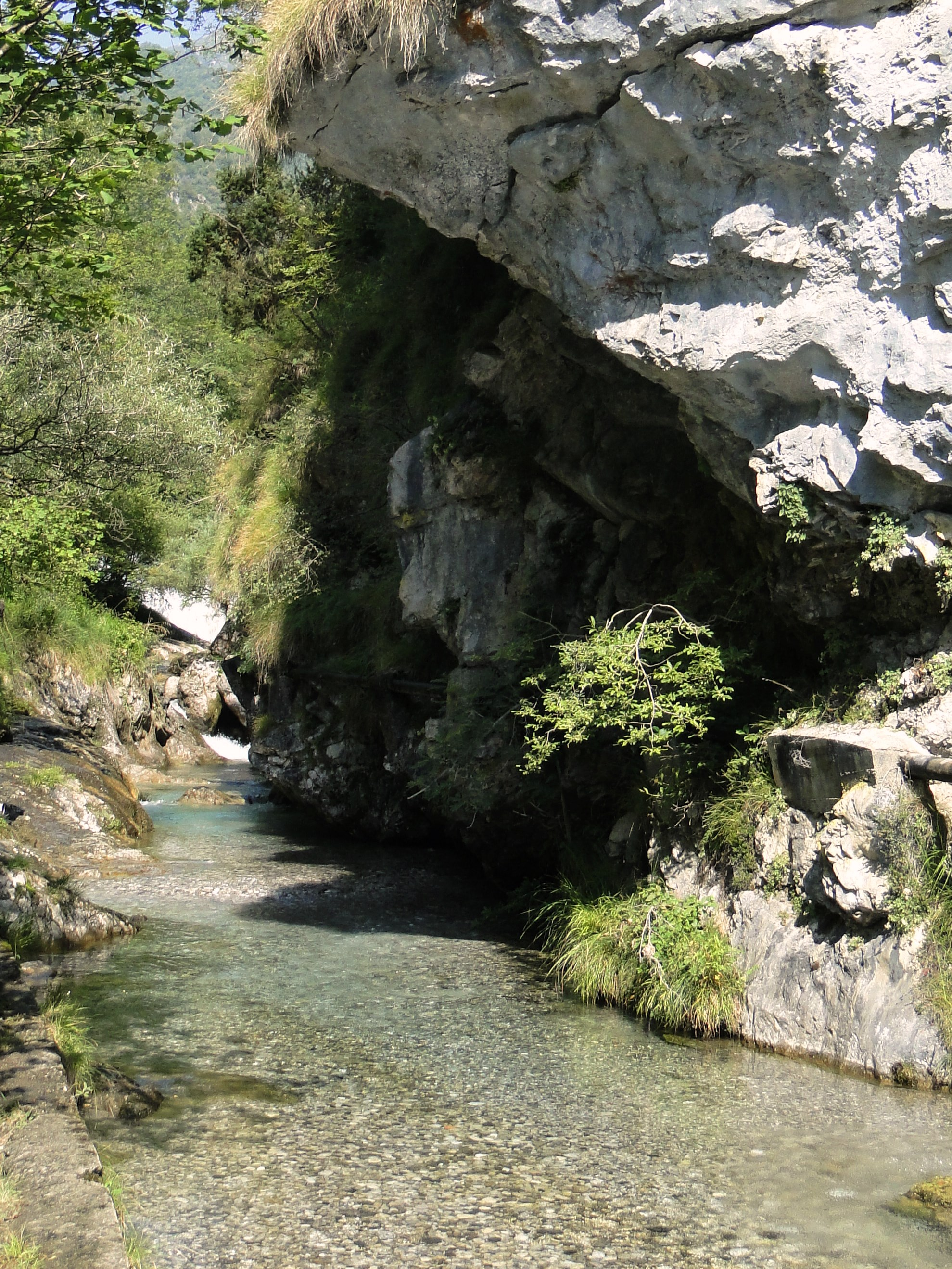
Un passaggio della valle

Questa valle, che nasce dal Monte Alben si sviluppa sulla destra orografica della valle Seriana per una lunghezza totale di quasi 12 chilometri, è considerata uno dei luoghi più suggestivi e naturalisticamente rilevanti dell'intera provincia. 
Amministrativamente il suo versante orografico destro appartiene al comune di Gazzaniga ed in minima parte a Fiorano al Serio, mentre sia il lato sinistro che la parte conclusiva al comune di Vertova, presso il cui abitato sfocia nella valle Seriana.
Ad essa tributarie sono numerose piccole vallette laterali, tra le quali la val Gromalt e la verde val del Gru che nascono tra il monte Poieto ed il monte Cedrina e confluiscono dal versante orografico destro, mentre le piccole val Masma, val di Osei (entrambe si sviluppano dalle propaggini del monte Cavlera), val Lacnì (che si dirama dalla località Dasla) e val Sterladec (che scende dal passo di Bliben) dal versante sinistro.
Molto frequentata dagli abitanti della zona, è percorribile in auto soltanto nel primo tratto, fino ad una baita gestita da un privato, dopo di che ci si può addentrare soltanto tramite sentieri e mulattiere, che permettono di compiere itinerari sui monti circostanti.
Ma è il tracciato principale ad essere il più suggestivo: si sviluppa a lato del torrente che, alimentato da numerose sorgenti di cui la valletta è ricchissima, si snoda in numerose cascate e nelle cosiddette marmitte dei giganti ovvero pozze d'acqua scavate nella roccia. Il percorso escursionistico è facile, adatto anche ai meno esperti.
Alternativamente si segnalano numerosi itinerari, tra i quali quelli contrassegnati con il segnavia del CAI. In primis il numero 527, che si dirama dall'itinerario principale per raggiungere prima i ghiaioni della conca del Sedernèl e poi il colle di Pradaccio, da cui si arriva al bivacco Testa, posto sulle pendici del monte Alben; il numero 529 che sale al passo di Bliben, dove si interseca con il sentiero numero 530.
Il numero 516, che dopo aver calcato nel suo primo tratto la traccia del 527, sale nella val del Gru, per raggiungere la chiesetta di san Salvatore ed infine la Forcella di Aviatico. Sono inoltre presenti i sentieri 535A, che calca l'antico percorso denominato della Borleda e si riaggancia al segnavia 525 nei pressi del passo di Barbata, ed il 529A che si dirama dalla località Gaernài e si ricollega alla traccia 529 presso il passo di Bliben.

## Geologia
La valle è composta principalmente da dolomia. 
L'azione erosiva dell'acqua su questo tipo di roccia molto dura, ha permesso la formazione di gole, cascate e pozze d'acqua dai colori intensi, accompagnate da fenomeni di carsismo, specialmente nella parte più a monte del torrente.

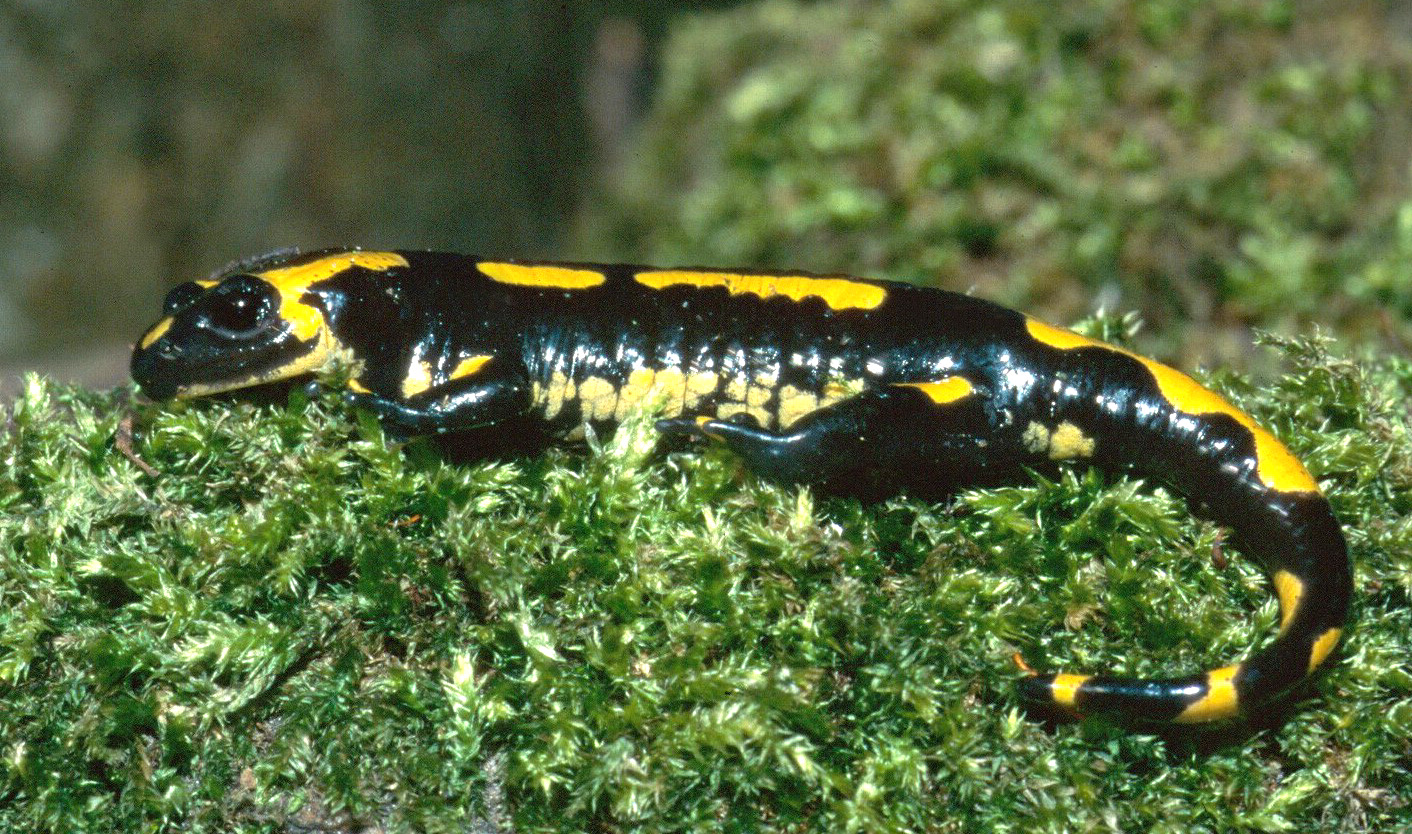
Un esemplare di salamandra

## Clima e vegetazione
La caratteristica principale è data dal microclima in essa presente: correnti d'aria fresca rendono il clima gradevole anche nei giorni più caldi dell'anno, fattore che ha favorito lo svilupparsi di specie animali e vegetali endemiche. 
La vegetazione è quindi caratterizzata dalla presenza di diverse specie di alberi: numerosi sono frassini, aceri, faggi e carpini neri, con alberi da frutto che producono castagne, ghiande e nocciole.
Sulle pendici più scoscese ed esposte al sole, a monte della vallata, si trovano arbusti e prati.

## Fauna
Sono numerosissimi gli animali presenti: in primis plecotteri ed efemerotteri, ma anche tricotteri, ditteri e planarie, piccoli insetti invertebrati che sono alla base dell'ecosistema, dato che di essi si nutrono gli animali vertebrati più grandi, e molto importanti anche perché considerati “indicatori biologici”, dato che, risentendo di ogni minima variazione climatica, attestano l'integrità climatica della zona.
Nella valle sono presenti vertebrati caratteristici come il merlo acquaiolo, il toporagno d'acqua (animale che grazie al veleno paralizzante, si ciba anche di animali più grandi, come piccoli pesci e rane), la salamandra pezzata ed il tritone crestato. Sono inoltre presenti esemplari di picchio muratore e di capriolo.